# 위장술책 작전

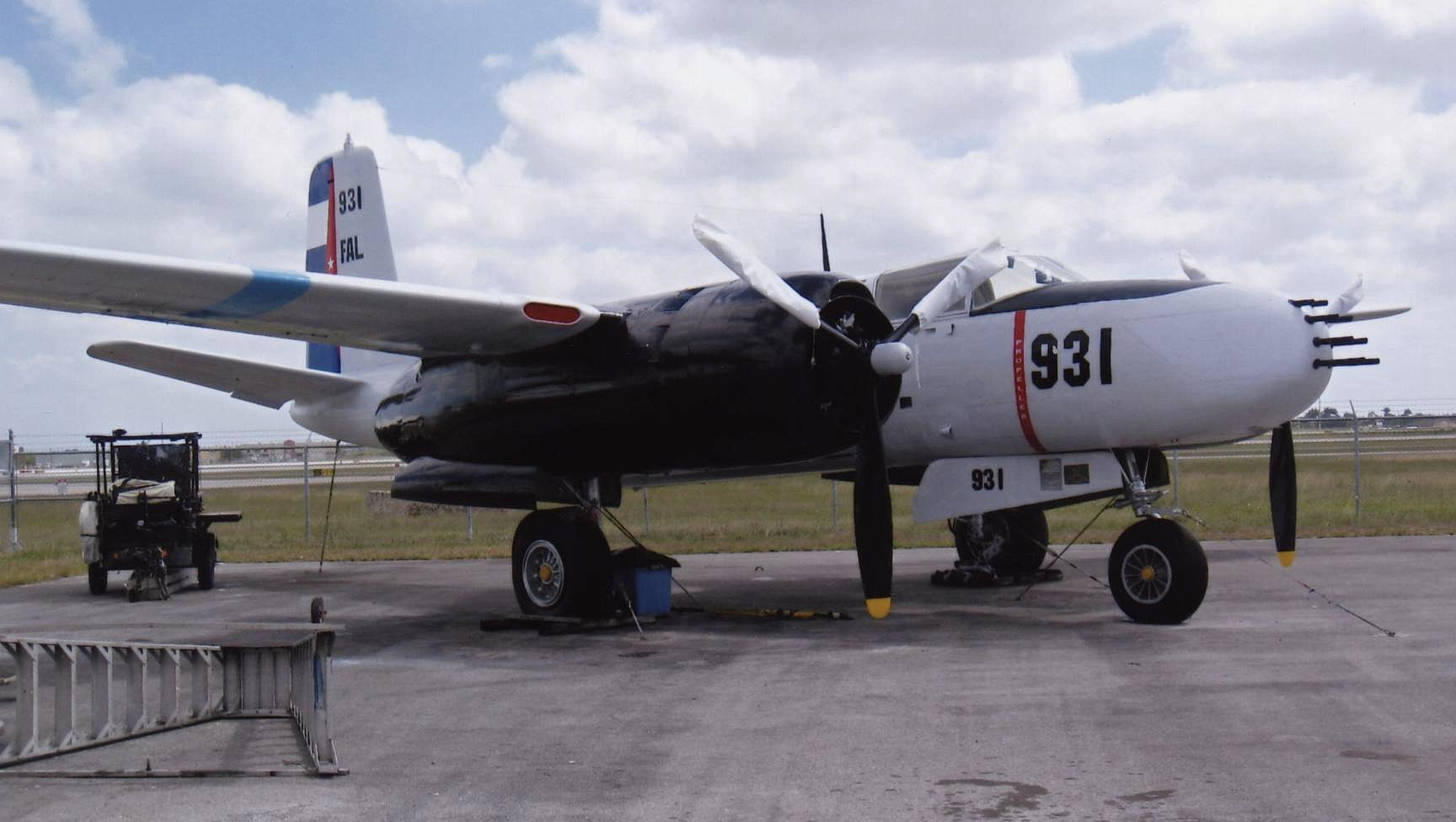
마이애미 익세큐티브 공항에 전시된 이 미제 더글러스 A-26 인베이더 전투기는 1961년 4월 CIA가 후원하는 준군사조직인 제2506여단이 마치 쿠바 공군에서 내전이 난 것처럼 보이게 수행한 피그스만 침공을 위해 쿠바 공군의 도색으로 도장했다.

위장술책 작전(僞裝術策作戰) 혹은 영어권에서 가짜 깃발 작전(false flag)이란 실제 책임소재를 위장하고 타 당사자에게 이 책임을 전가하기 위해 저지르는 행위를 말한다. 영어권에서 사용하는 "가짜 깃발"이라는 단어는 16세기경 누군가를 향한 거짓된 충성심을 의도적으로 보여주는 행위를 의미하는 말에서 시작되었다. 그러다가 이 용어는 해전에서 선박이 자신의 정체를 숨기기 위해 중립국 혹은 적국의 국기를 일부로 게양하는 계략을 설명하는데 사용했다. 원래 이 전술은 해적과 사략선이 다른 선박을 공격하기 전에 "가짜 깃발"을 게양해 속여서 더 가까이 접근하는데 사용했다. 이후 이 전술은 국제해양법에서 해전에서 공격하는 선박이 공격을 시작한 후에는 진짜 국기를 게양할 경우에 한해 허용되는 관행으로 자리잡았다.
현대에는 이 용어를 자국을 향한 공격을 조직하고선 적국이나 테러리스트가 가한 공격으로 보이게 위장해서, 마치 공격받은 것처럼 보이는 국가가 국내를 탄압하거나 외국을 향한 침략의 구실을 제공하는 데 사용하는 전술을 가리키는 말로 확대되었다. 평시에 개인이나 비정부조직이 수행하는 이와 유사한 활동도 "가짜 깃발 작전"이라 부를 때도 있지만, 영어권에서 사용하는 일반적인 법적 용어로는 프레임업, 스티치업, 셋업 등을 사용한다.

## 전쟁에서 사용

### 러시아-스웨덴 전쟁
1788년 스웨덴 왕립 오페라의 수석 봉재사는 러시아 군복 여러 벌을 재봉하라는 명령을 받았다. 이 군복은 1788년 6월 27일 러시아-스웨덴 국경에 있는 스웨덴의 푸말라 전초기지를 공격하는 작전에서 스웨덴군이 사용했다. 이 사건은 스톡홀름에서 큰 분노를 일으켰으며 당시 러시아를 향한 공세전쟁에 동의하지 않던 스웨덴 귀족원에도 큰 영향을 미쳤다. 당시 국왕이었던 구스타브 3세는 스웨덴 의회의 동의 없이 무력공격을 할 수 있는 헌법적인 권한이 없었지만, 푸말라 사건 때문에 바로 제1차 러시아-스웨덴 전쟁을 개전할 수 있었다.

### 프로이센-프랑스 전쟁
1870년 7월 13일, 오토 폰 비스마르크는 빌헬름 1세 국왕이 비스마르크에게 프랑스 대사의 특정한 요구에 대한 내부전보였던 엠스 전보를 대외적으로 공개한다. 대중에게 의도적으로 공개한 전보에서는 비스마르크가 국왕이 대사를 심각한 정도로 무시했다는 듯이 들리게 편집했는데, 이는 프랑스의 나폴레옹 3세 황제를 속여 북독일 연방에게 선전포고하게 유도하여 남북독일 통일을 최종 목표로 삼기 위한 일종의 계략이었다. 엠스 전보 사건 6일 후 나폴레옹 3세가 선전포고했고, 6개월 후 북독일 연방이 승리해 독일 제국을 선포하며 독일의 통일이 이뤄졌다.

### 중일전쟁
1931년 9월, 이타가키 세이시로 장군과 기타 일본 제국 육군 중하급 장교들이 도쿄의 정부 몰래 만주 철도의 일부 구간을 폭파하여 만주사변의 구실을 만들었다. 폭발의 위력은 너무 약해 철도 운영을 방해할 정도가 되지 못했지만 일본 제국은 류탸오후 사건을 이용해 만주를 침공하고 명목상의 독립국인 만주국을 내세워 만주를 점령했다.

### 제2차 세계 대전

#### 글라이비츠 사건
1939년 라인하르트 하이드리히는 글라이비츠 방송국 공격 사건을 통해 마치 폴란드군이 선제 공격했다는 듯이 증거를 조작하여 독일을 찬전 여론으로 기울게 만들고 폴란드 침공을 정당화하기 위한 구실로 사용했다. 하이드리히의 명령을 받은 알프레트 나우요크스는 위장술책 작전의 핵심 조직자로 활동했다. 이 작전에서 나치 강제 수용소의 희생자들을 독일군 복장으로 입힌 후 게슈타포가 발포해 사살하고서는 마치 폴란드 군인이 쏜 총에 독일군이 맞아 사망한 듯이 위장했다. 글라이비츠 사건은 힘러 작전의 기타 다른 위장술책 작전과 함께 유럽에서 제2차 세계 대전을 일으키기 위한 전쟁 명분으로 사용했다.
하지만 이 작전에서 독일의 명분으로 국제 여론을 설득시키는 데 실패했고 폴란드의 동맹국인 영국과 프랑스 양국 모두 독일이 폴란드를 침공한 지 이틀만에 독일에게 선전포고했다.

#### 겨울전쟁
1939년 11월 26일, 소련군은 핀란드 국경 근처의 소련 마을인 마이닐라를 포격했다. 소련은 이 포격을 핀란드가 일으켰다고 비난하고 이 사건을 핀란드 침공의 구실로 사용하여 4일 후 핀란드 침공을 시작했다.

## 같이 보기

### 개념
- 첩보 공작원
- 흑색선전
- 전쟁 명분
- 부인과 기만
- 공포과장술(Fearmongering)
- 프레임업
- 위장조직 (Front organization)
- 의태
- 레드헤링
- 국가테러리즘
- 긴장 전략

### 예시
- 첼레 구멍
- 이스탄불 포그롬
- 네덜란드 마르크스-레닌주의당 - 네덜란드 정부가 공산주의 탄압을 위해 수립한 위장정당
- 1988년 칸 및 니스 테러
- 배럴롱 사건